# Luc Nuyens
Luc Nuyens (12 juni 1967) is een Vlaams acteur die in 1994 afstudeerde aan het Koninklijk Vlaams Conservatorium te Antwerpen.
Luc Nuyens was betrokken bij tal van theaterproducties in Vlaanderen, hij behoort tot de artistieke kern van de Roovers maar speelde ook eerder bij het Nederlands Toneel Gent en HETPALEIS. Daarnaast verwierf hij landelijke bekendheid door zijn rol als Tony Paillard in de Vlaamse komische televisiereeks Het eiland. In De Smaak van De Keyser speelde hij een hoofdinspecteur van de politie. Hij is een van de docenten in de acteeropleiding van het Herman Teirlinck Instituut.

## Filmografie (selectie)
- De Luizenmoeder, 2019
- Geub, 2019 (gastrol)
- Professor T., 2018
- Salamander, 2018
- D'Ardennen, 2015
- Safety First, 2014 (gastrol)
- De Smaak van De Keyser, 2011
- Het eiland, 2004 - 2005